# Warren Cummings
Warren Thomas Cummings (Aberdeen, 15 ottobre 1980) è un ex calciatore scozzese, di ruolo difensore.

## Carriera

### Club
Durante la sua carriera ha giocato con varie squadre di club, tra cui anche Bournemouth, in cui ha giocato dal 2003 al 2011 diventandone il capitano.

### Nazionale
Conta una presenza con la nazionale scozzese.

## Statistiche

### Cronologia presenze e reti in nazionale
| Cronologia completa delle presenze e delle reti in nazionale ― Scozia | Cronologia completa delle presenze e delle reti in nazionale ― Scozia | Cronologia completa delle presenze e delle reti in nazionale ― Scozia | Cronologia completa delle presenze e delle reti in nazionale ― Scozia | Cronologia completa delle presenze e delle reti in nazionale ― Scozia | Cronologia completa delle presenze e delle reti in nazionale ― Scozia | Cronologia completa delle presenze e delle reti in nazionale ― Scozia | Cronologia completa delle presenze e delle reti in nazionale ― Scozia |
| Data                                                                  | Città                                                                 | In casa                                                               | Risultato                                                             | Ospiti                                                                | Competizione                                                          | Reti                                                                  | Note                                                                  |
| --------------------------------------------------------------------- | --------------------------------------------------------------------- | --------------------------------------------------------------------- | --------------------------------------------------------------------- | --------------------------------------------------------------------- | --------------------------------------------------------------------- | --------------------------------------------------------------------- | --------------------------------------------------------------------- |
| 23-5-2002                                                             | Hong Kong                                                             | Hong Kong                                                             | 0 – 4                                                                 | Scozia                                                                | Reunification Cup                                                     | -                                                                     |                                                                       |
| Totale                                                                |                                                                       | Presenze                                                              | 1                                                                     |                                                                       | Reti                                                                  | 0                                                                     |                                                                       |

## Palmarès

### Club

#### Competizioni nazionali
- Coppa d'Inghilterra: 1

Chelsea: 1999-2000